# .de
.de је највиши Интернет домен државних кодова (ccTLD) за Немачку. Један је од најдоступнијих домена интернационално. DENIC (немачки мрежни информациони центар заслужан за .de домене) не захтева посебне другостепене домене, као што је случај са .uk доменима, на пример.
Име је засновано на прва два слова немачког имена за Немачку (Deutschland).
.de је тренутно најпопуларнији НИДдк по питању броја регистрација, а други после .com када је реч о свим доменима.